# Blair Tuke
Andrew Blair Tuke (Kawakawa, 25 luglio 1989) è un velista neozelandese vincitore di una medaglia d'argento alle Olimpiadi di Londra 2012 e campione olimpico a Rio de Janeiro 2016 nella classe 49er.

## Carriera
Tuke, insieme al compagno Peter Burling, è stato il primo velista a vincere per quattro volte consecutive i campionati mondiali nella classe 49er dal 2013 al 2016. Insieme allo stesso Burling ha vinto la medaglia d'argento alle Olimpiadi di Londra 2012, e nella successiva edizione di Rio de Janeiro 2016 si è laureato campione olimpico sempre nella classe 49er. Tuke e Burling, nel 2015, hanno anche ricevuto il riconoscimento di velista mondiale dell'anno da parte dell'ISAF.
Con Emirates Team New Zealand ha vinto l'America's Cup 2017, 2021 e 2024.

## Palmarès
- Giochi olimpici

Londra 2012: argento nella classe 49er.
Rio de Janeiro 2016: oro nella classe 49er.
- Campionati mondiali

Lago di Garda 2006: oro nello splash.
Lago di Garda 2009: oro nella classe 29er.
Perth 2011: argento nella classe 49er.
Zara 2012: argento nella classe 49er.
Marsiglia 2013: oro nella classe 49er.
Santander 2014: oro nella classe 49er.
Auckland 2014: argento nella classe A.
Buenos Aires 2015: oro nella classe 49er.
Clearwater 2016: oro nella classe 49er.